# نيستور سالازار
نيستور سالازار (19 ديسمبر 1973 في كولومبيا - ) هو لاعب كرة قدم كولومبي في مركز الهجوم. شارك مع منتخب كولومبيا لكرة القدم. أما مع النوادي، فقد لعب مع أتلتيكو ناسيونال وأمريكا دي كالي وإنديبنديينتي سانتا في وجيمناسيا لابلاتا وديبورتيس كوينديو وديبورتيفو باستو وديبورتيفو كالي وسوسيداد ديبورتيفو كيتو وCentauros Villavicencio ‏ وCortuluá ‏ وريونيغرو أغيلاس وBoyacá Chicó F.C. ‏ وريال قرطاجنة وديبورتيفو بيريرا وTigres F.C. ‏ وأتليتيكو بوكارامانغا وValledupar F.C. ‏.

## وصلات خارجية
- نيستور سالازار على موقع قاعدة بيانات كرة القدم.إي يو (الإنجليزية)
- نيستور سالازار على موقع ناشيونال فوتبول تيمز (الإنجليزية)